# 土地撥贈法案
土地撥贈法案（英語：Morrill Land-Grant Colleges Acts）是一系列開創赠地大学的美國法律，包括1862年摩利爾法案（英語：Morrill Act of 1862，7 U.S.C. § 301 et seq.）及1890年摩利爾法案（英語：Morrill Act of 1890，26 Stat. 417, 7 U.S.C. § 321 et seq.）——又名1890年農業學院法案（英語：Agricultural College Act of 1890）。

## 過程
土地撥贈法案在1857年時由美国佛蒙特州參議員賈斯汀·摩利爾所提出、並由國會通過，但是卻在1859年時遭到總統詹姆斯·布坎南的否決。賈斯汀·摩利爾在1861年重新遞交這條法案並要求受贈與的學校除了農業與工程學以外必須提供軍事教育。因為當時正逢南北戰爭、大部分原先表示反對的州都已經脫離聯邦，這條法案在變更之後由總統林肯在1862年7月2日簽署通過。
根據法案，聯邦政府給合乎條件的州撥地121平方公里（30,000畝）。這些土地或者是將土地出售後的資金，必須用來建設以傳授農業和機械知識為主的大學。雖然法條第六項規定「所有叛亂或是策反合眾國政府的州沒有權力受益於此法案」，但是在內戰結束之後所有前聯邦成員以及在1862年後成立的州都被納入此條法案的範圍內。
1890年一條針對前聯盟國成員的第二法案由國會同過。這條法案要求受惠的州必須證明種族並不是入學的標準或是另外成立有色種族專有的學校。某些因第二法案而成立的七十所學校最後成為了現在具有黑人歷史的大學。雖然這條新的法案給予的是金錢而非土地，在法律上受惠的學校與之前1862年的學校是一樣的；因此這些學校通稱為土地贈與大學。
除了某些特例之外，大部分受惠的學校皆是公立大學。

## 土地贈與大學
該法案奠定現今美國高等教育基礎，密西根州立大學是美國第一所贈地大學、其他知名公私立大學如賓州州立大學、康奈尔大学、普渡大學、麻省理工學院、加州大學柏克萊分校等都受惠於此制度而成立。

## 參注
1. ↑  美國法典第7编 § 第323節

## 另見
- 美國教育部
- 美國農業部